# Abbazia di Saint-Ruf
L'abbazia di Saint-Ruf in Avignone è un ex-monastero, parzialmente in rovina, sito in avenue du Moulin Notre-Dame.
Le rovine dell'abbazia sono state classificate "monumento storico" nel 1889.

## Storia
L'abbazia di Saint-Ruf fu sede di un ordine di canonici regolari di sant'Agostino alla fine del secolo XI, sviluppatosi da un luogo di culto alla periferia d'Avignone la cui storia è mal documentata, almeno fino alla sua cessione nel 1039 a quattro canonici del capitolo cattedrale desiderosi di "vivere religiosamente" da parte di Bénézet, vescovo di Avignone. La comunità fu probabilmente la prima ad adottare la regola di sant'Agostino.
Scavi archeologici hanno mostrato che il sito dell'abbazia era originariamente occupato da una necropoli paleocristiana, legata alla figura di san Rufo. Ma anche la figura del santo è mal definita: la tradizione lo vuole figlio di Simone di Cirene, ma la sua qualifica di primo vescovo di Avignone lo lega piuttosto alla nascita dell'ordine omonimo.
L'abbazia, appoggiata dal papato di Gregorio VII e dai conti di Barcellona, divenne nel XII secolo uno dei centri principali della riforma ecclesiastica, irraggiando influenza su tutto il continente, dalla Francia meridionale, alla penisola iberica, alla Scandinavia, alla Germani meridionale. L'influenza dell'abbazia venne allora sostenuta dalla costituzione dell'ordine religioso dei canonici regolari di san Rufo, che però ebbe uno sviluppo limitato. La sede dell'ordine venne spostata nel 1158 a Valence dopo delle dispute con il capitolo della cattedrale d'Avignone. Il sito dell'antica abbazia divenne sede di un semplice priorato dedicato a san Rufo. Malgrado questa apparente perdita d'importanza, nel XIV secolo, all'abbazia si riunirono due concili provinciali, nel 1326 e nel 1337, presieduti dal cameriere di papa Giovanni XXII, Gasbert de Valle, arcivescovo di Arles.

## Descrizione

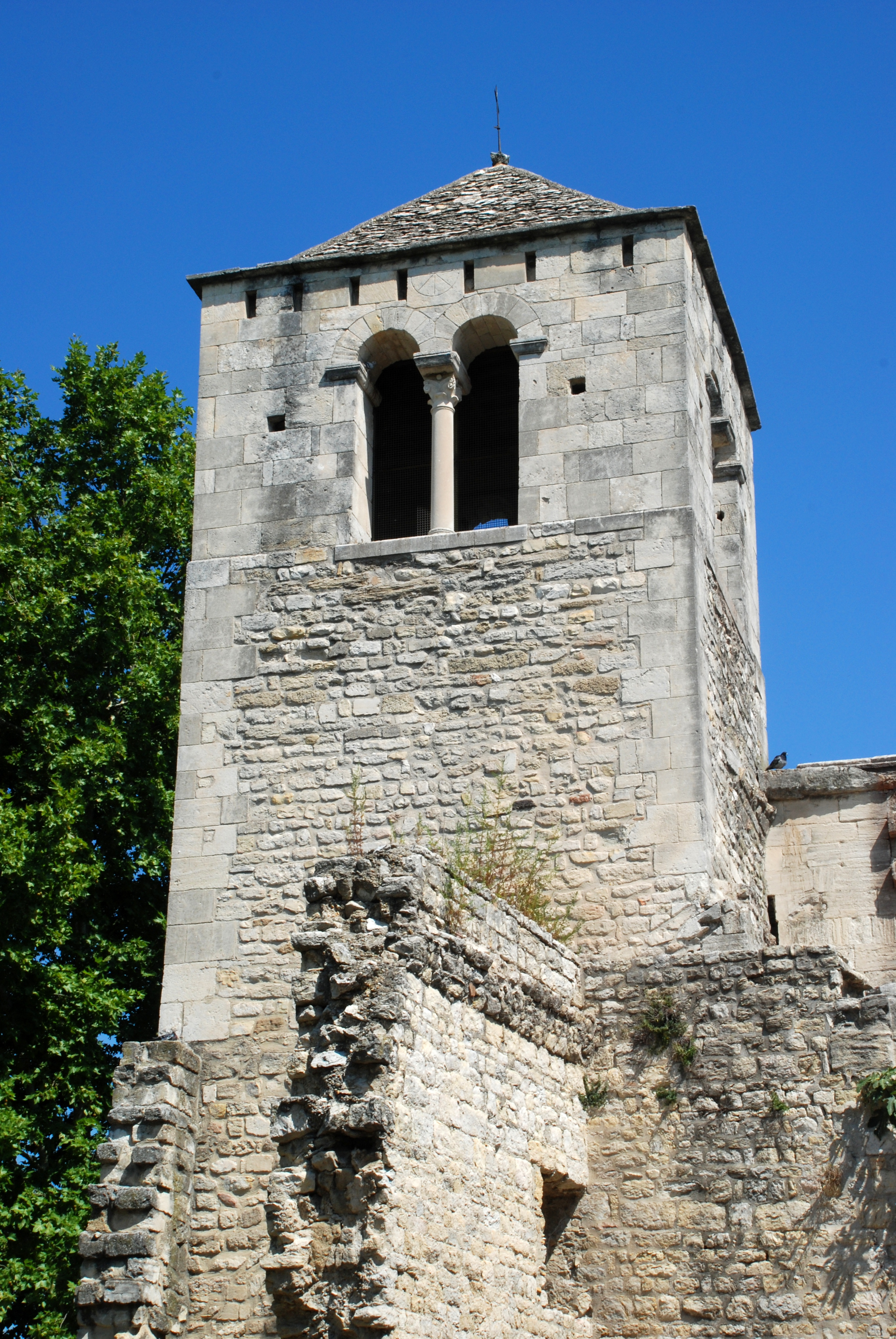
Il campanile

Restano oggi il fondo della chiesa (dalla parte dell'abside), il campanile, il transetto e l'inizio della navata.
Dato che l'abbazia era situata fuori le mura, nel Medioevo venne fortificata: sul transetto sono ancora visibili le feritoie e le balestriere.

### Il campanile
I livelli inferiori del campanile sono costituiti da pietra di costruzione e presentano decorazioni in concio di pietra.
Il livello superiore del campanile è interamente realizzato in concio, la cui apparecchiatura è irregolare.

### Il coro
Il coro della chiesa è costituito da un'abside poligonale inquadrata fra due absidiole semi-circolari. L'abside centrale ha tre finestre absidiali. La finestra absidiale assiale è ornata da un archivolto a modanatura tripla sostenuto da due colonnette dal fusto scanalato.
Dietro al coro, il transetto presente tracce di fortificazioni.
Il coro stesso, a semi-cupola, è ornato da tre finestre incorniciate da colonnette dalla decorazione variata. Anche qui, la finestra centrale presenta una decorazione più ricca.
Precede il coro un arco trionfale sostenuto da due imponenti pilastri dal fusto scanalato.

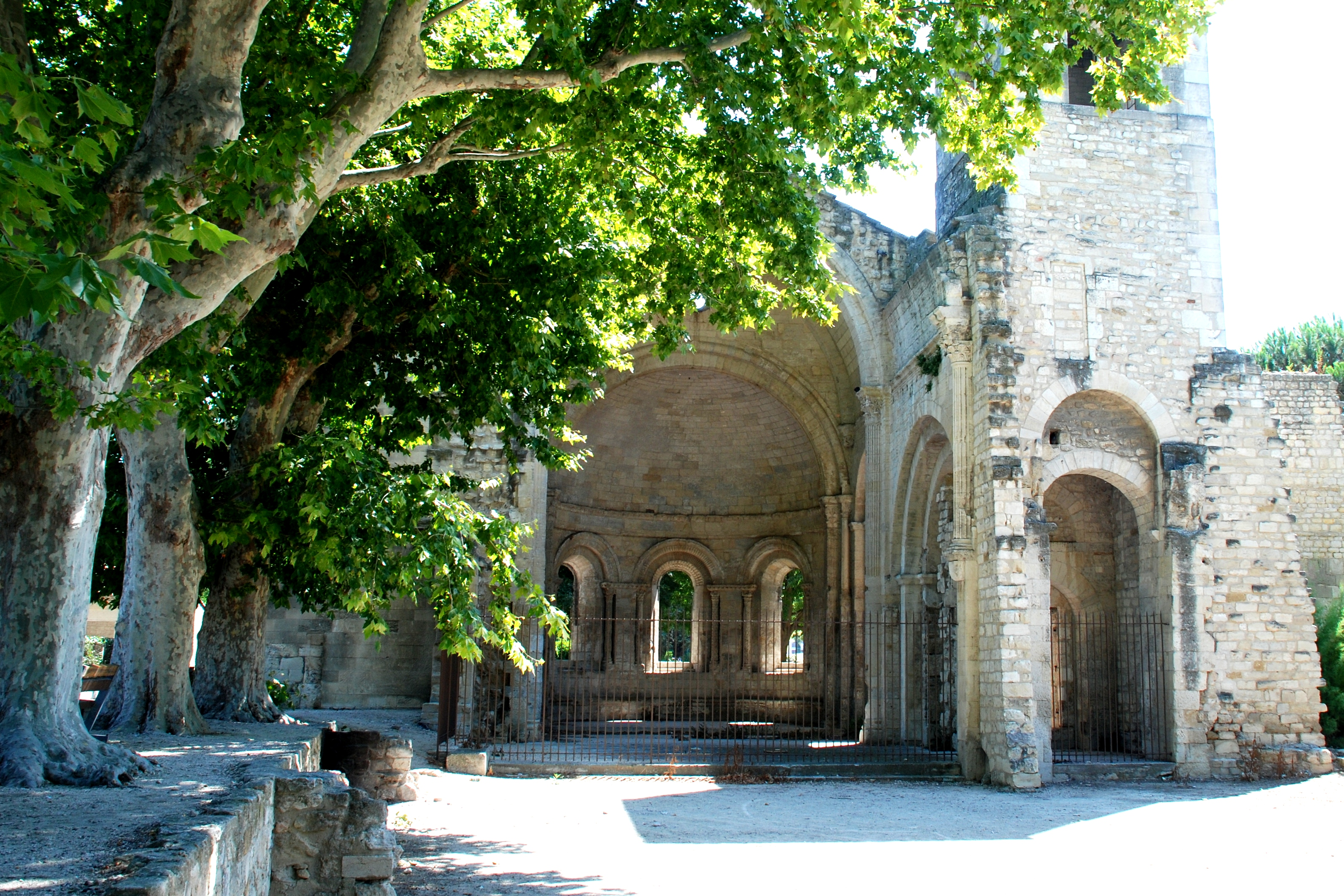
La navata in rovine ed il coro
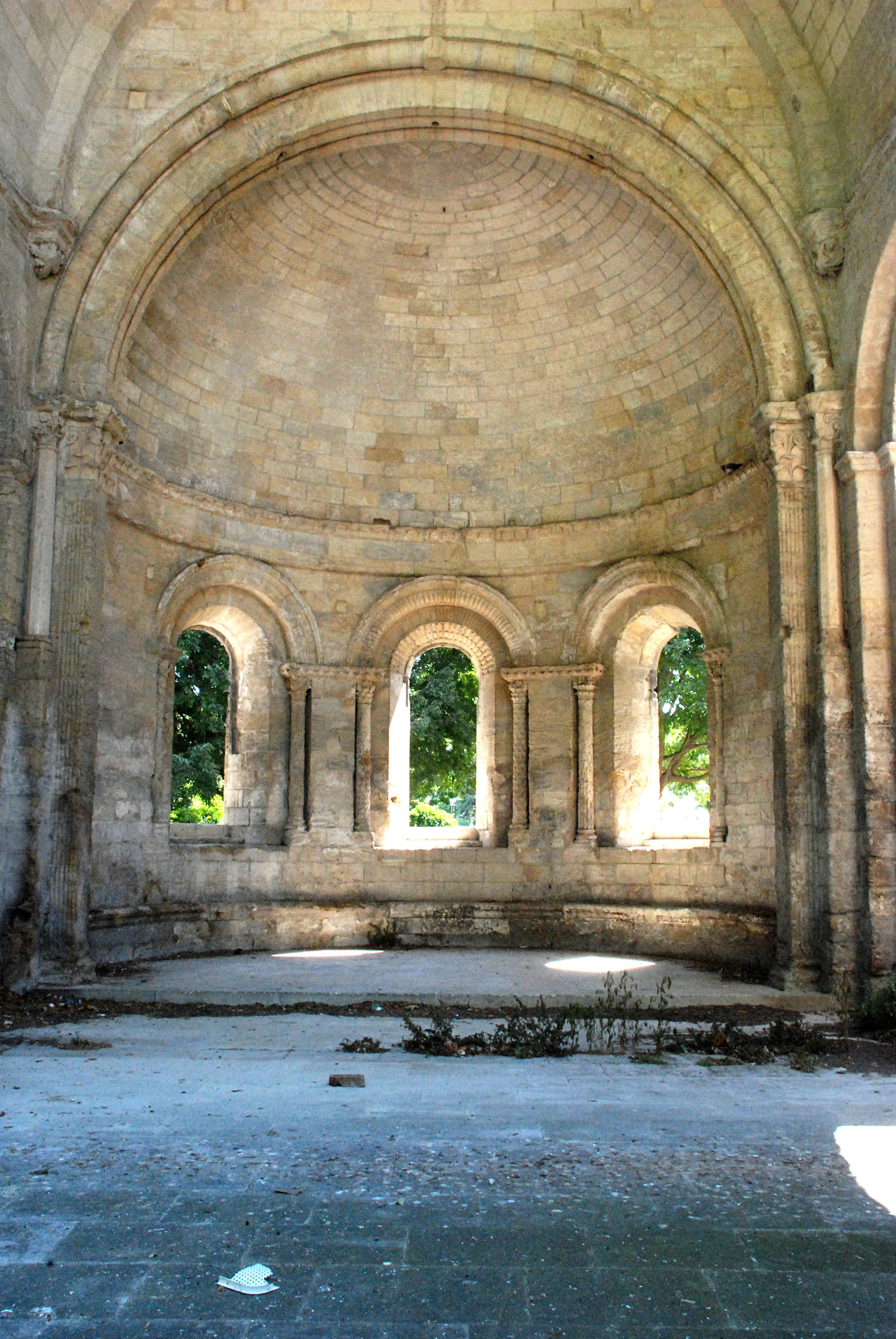
Il coro
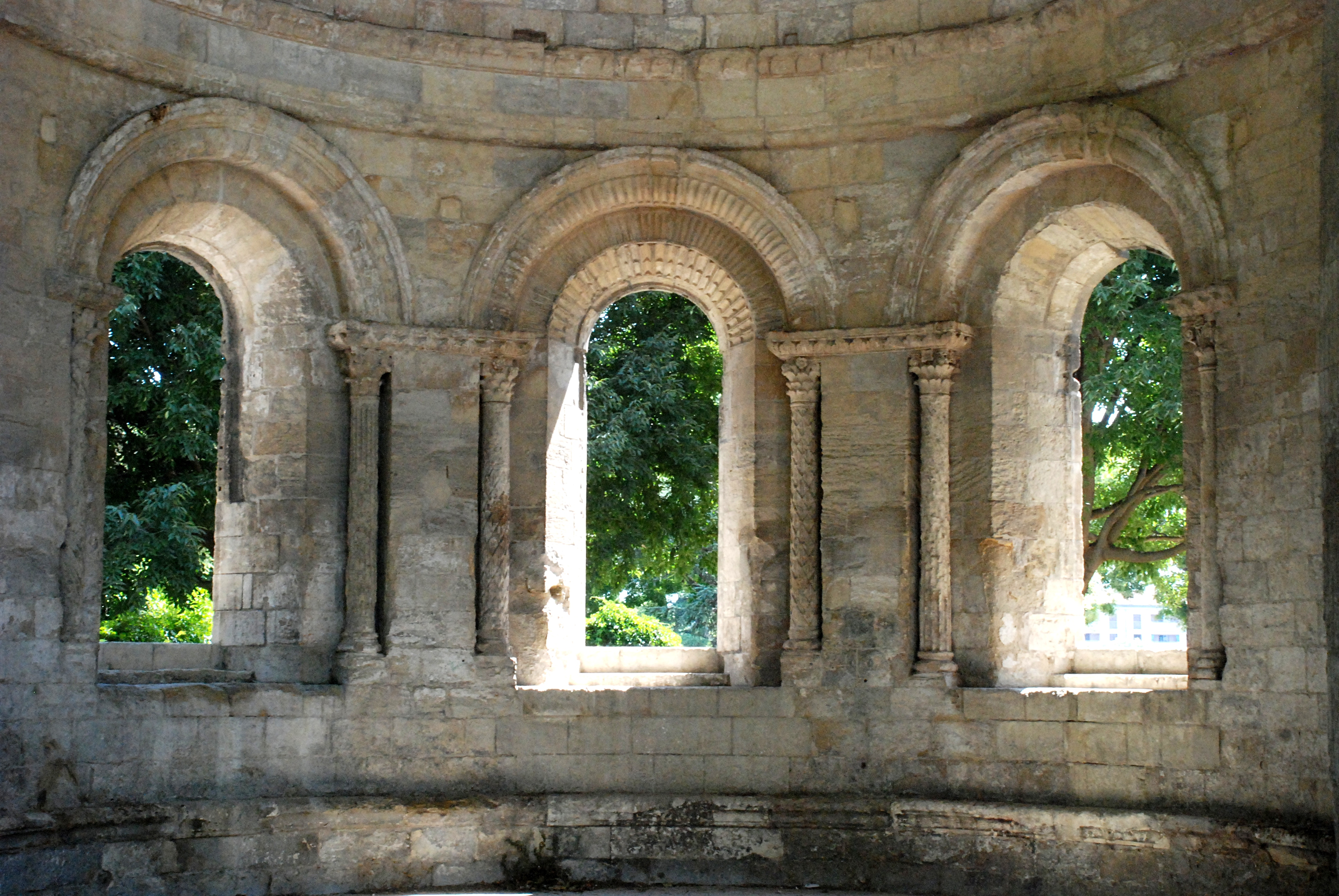
Le finestre del coro
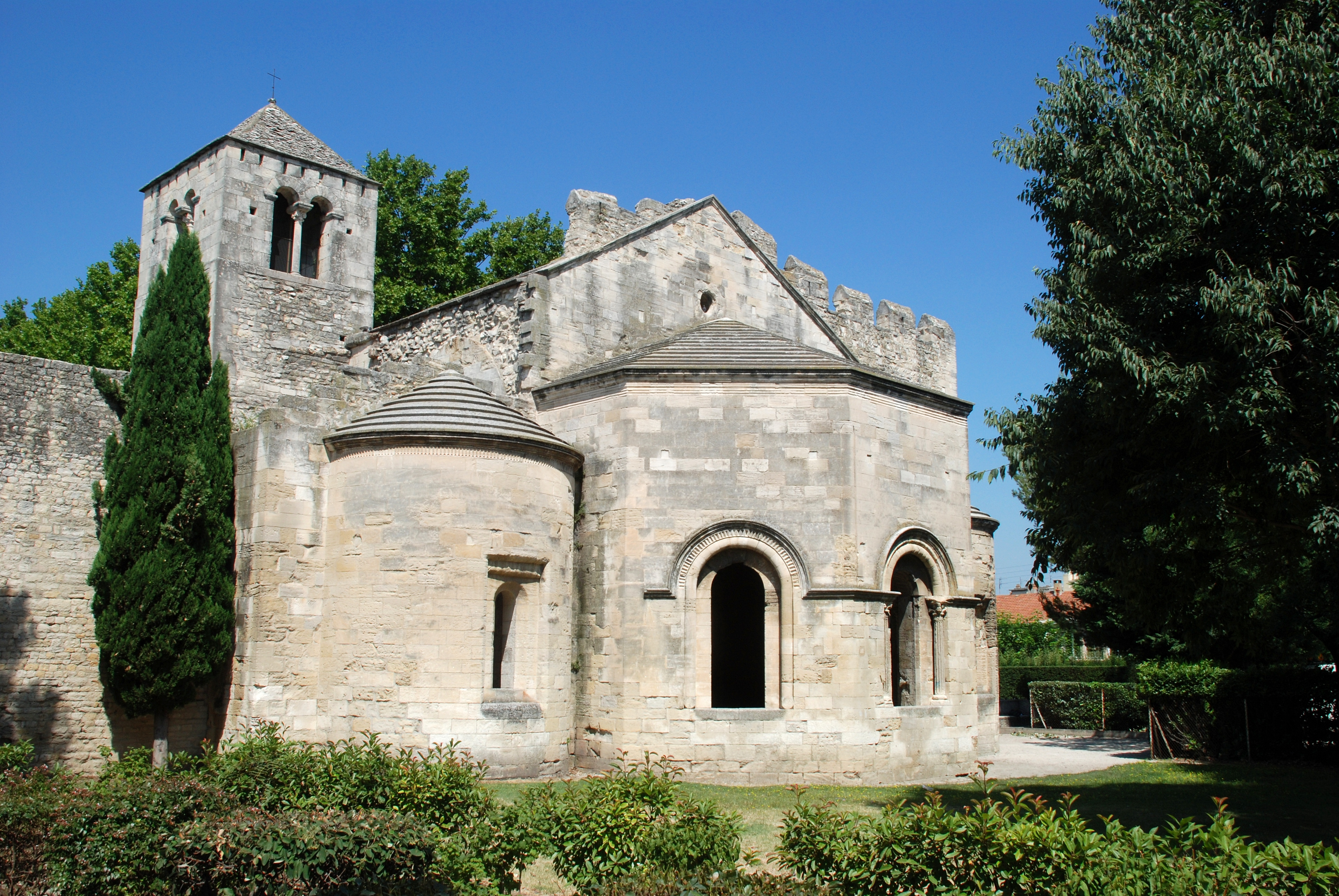
Abside e un'absidiola

### La navata
Le rovine della navata presentano un'abbondante decorazione ispirata dall'arte antica, tipico dell'arte romanico provenzale.
Uno dei capitelli dell'abbazia, rappresentante il Sogno di Giuseppe (marmo datato verso 1145), è conservato al musée du Petit Palais di Avignone.

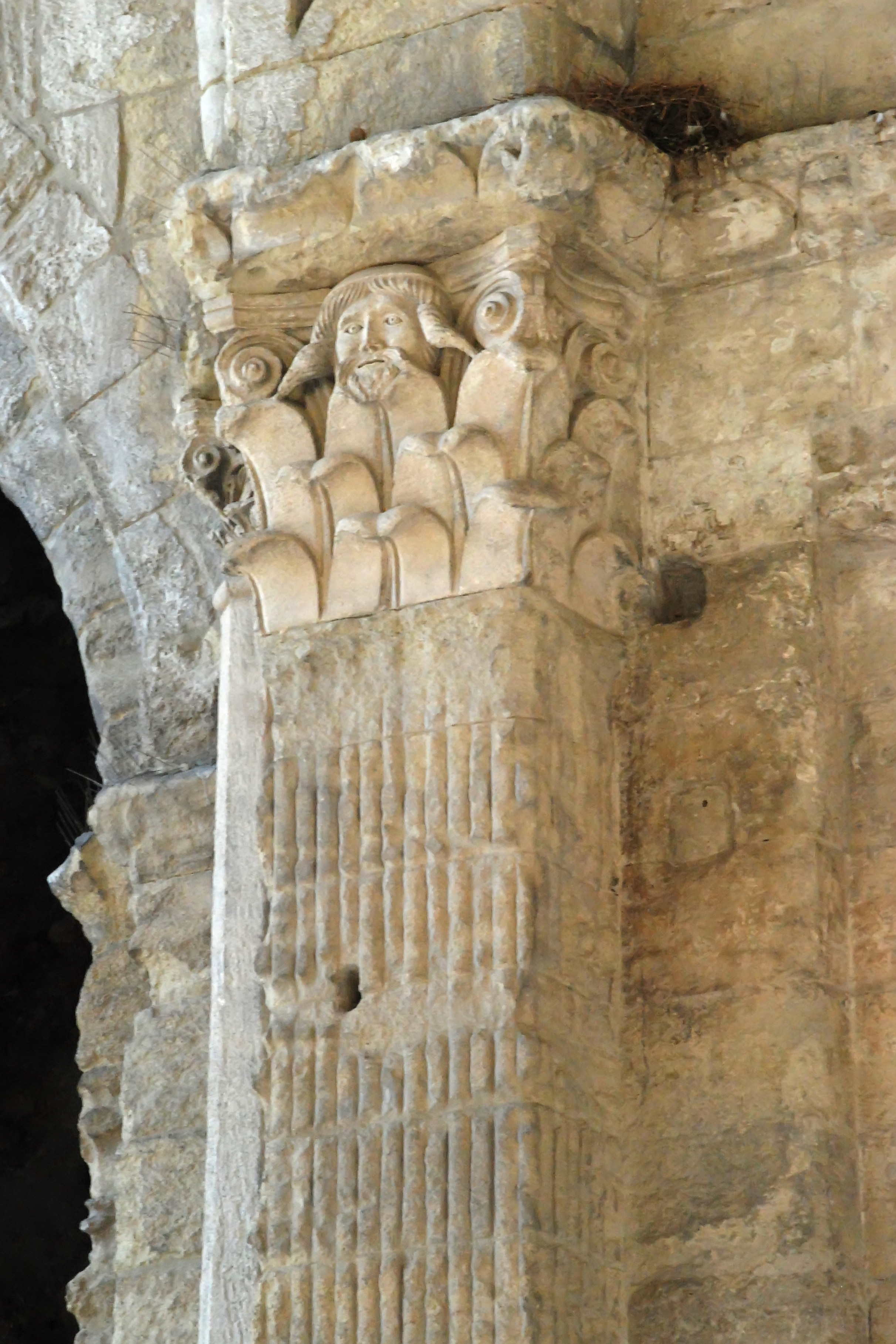
Pilastro scanalato con capitello
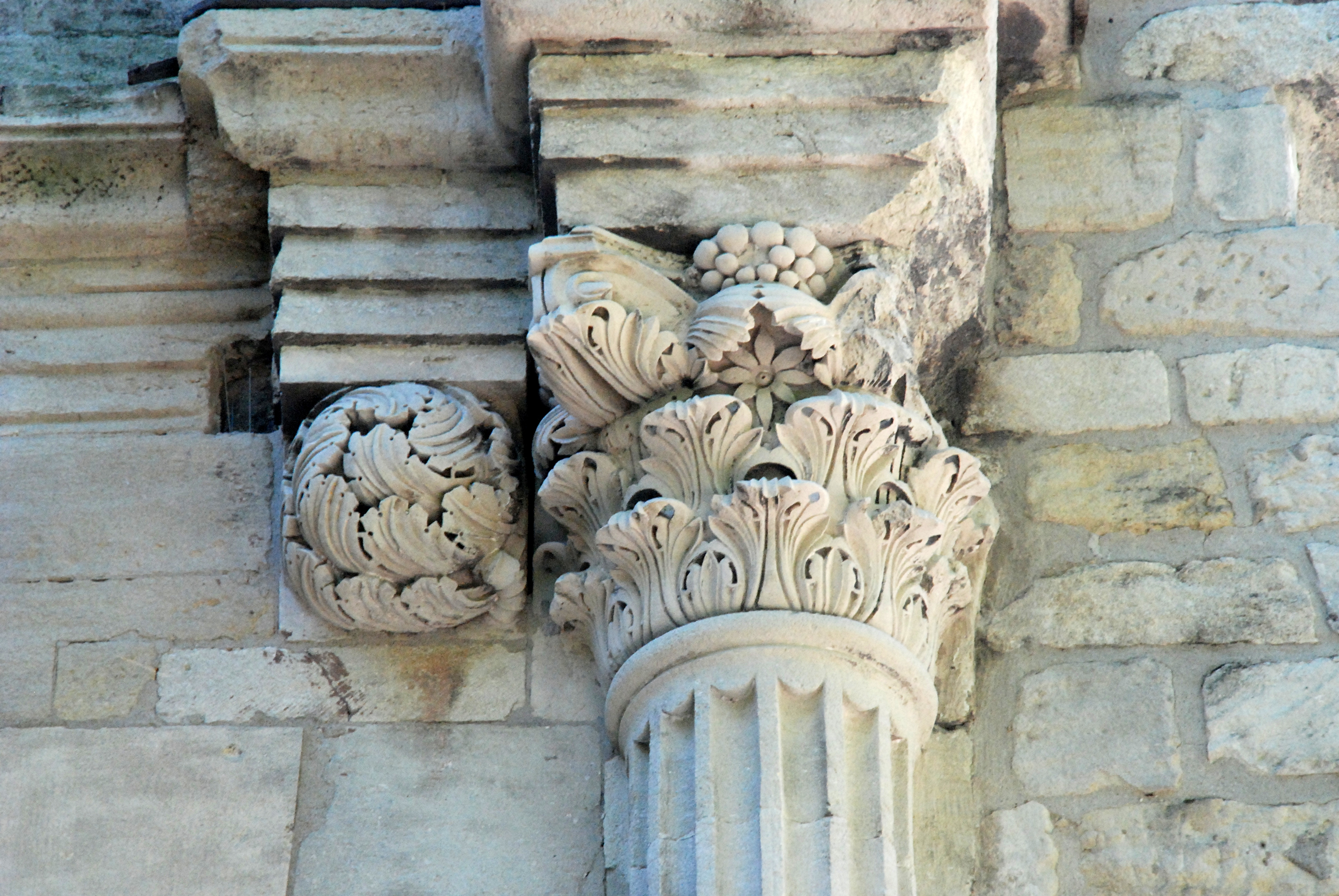
Colonne scanalate e capitelli con foglie d'acanto, fiori e frutti
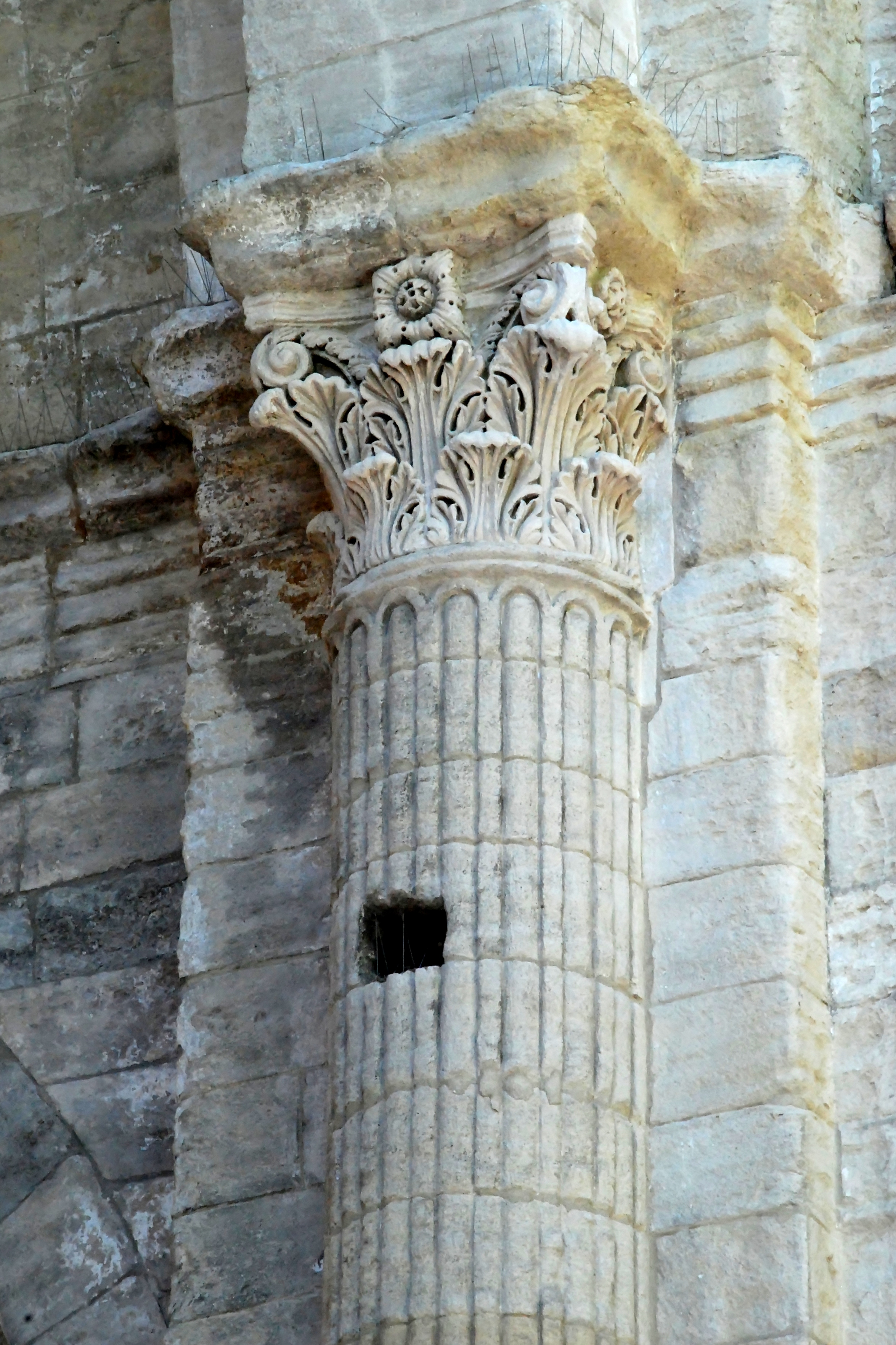
Colonne scanalate e capitello con foglie d'acanto
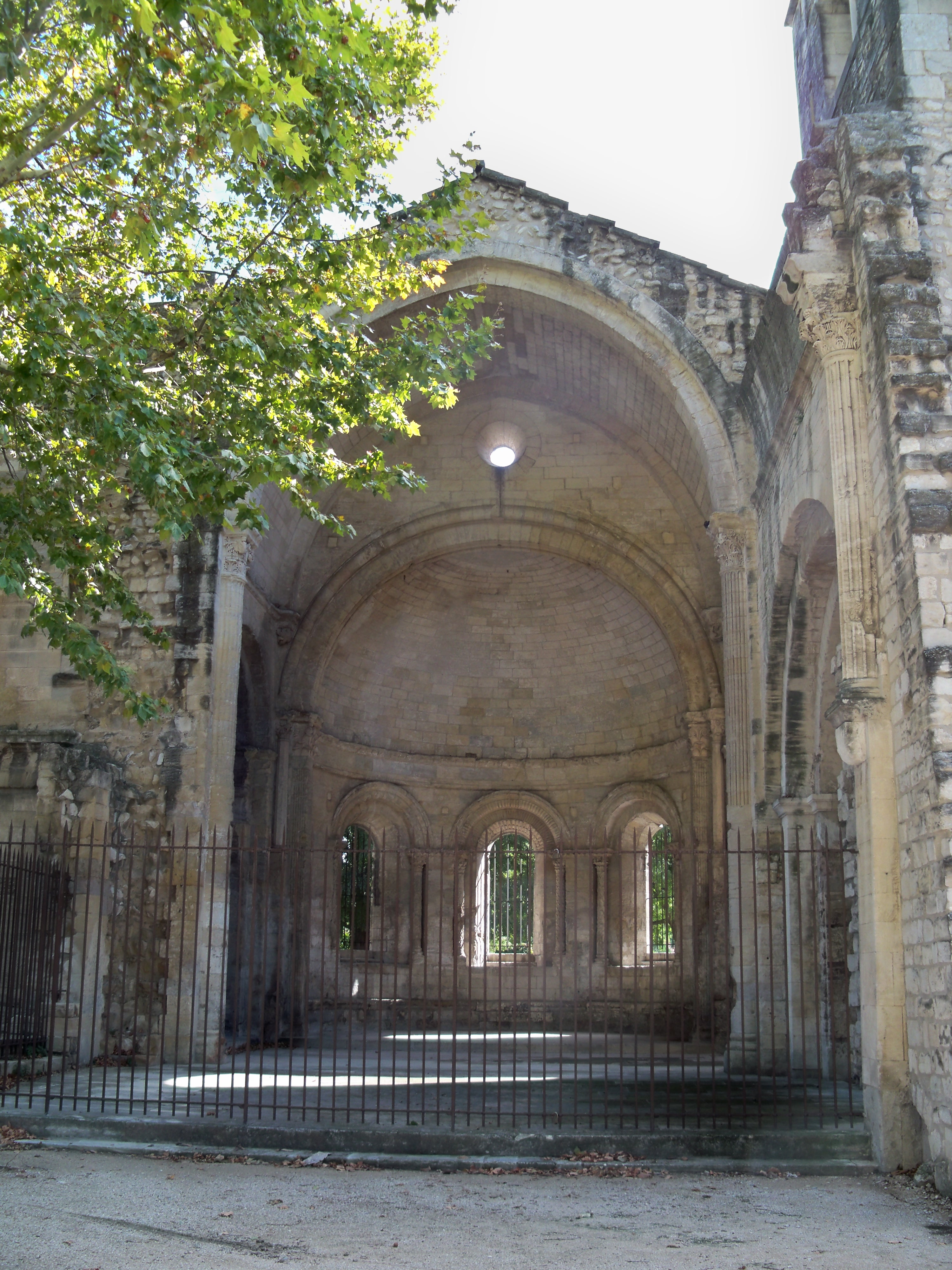
Vista del coro dalla navata